# Carex buchananii
Espèce
Classification phylogénétique
Carex buchananii est une espèce de plantes du genre Carex et de la famille des Cyperaceae.